# 三庙口花塔
三庙口花塔，位于中国广东省云浮市新兴县天堂镇内洞村，为新兴县的一个县级文物保护单位，类型为古建筑，公布时间为1987年12月。
三庙口花塔的历史年代为清代。